# WWE 2K25
WWE 2K25 é um videogame de esportes de luta livre profissional de 2025 desenvolvido pela Visual Concepts e publicado pela 2K. É a vigésima quinta parcela geral da série de videogames baseada na WWE, o décimo primeiro jogo sob a bandeira WWE 2K e o sucessor do WWE 2K24 de 2024. Foi lançado com acesso antecipado em 7 de março de 2025, com The Deadman Edition e The Bloodline Edition, com a edição padrão sendo lançada em 14 de março de 2025, para PlayStation 4, PlayStation 5, Xbox One, Xbox Series X/S e Microsoft Windows.

## Desenvolvimento
Durante a estreia do Monday Night Raw na Netflix, em 6 de janeiro, durante um segmento nos bastidores com Roman Reigns e Paul Heyman, após a vitória de Reigns sobre Solo Sikoa em um Combate Tribal, o WWE 2K25 foi ligeiramente insinuado, com Reigns dizendo a Heyman a data do anúncio da capa, enquanto compartilhava seus planos de "reconhecer" o mundo inteiro como o "Tribal Chief" (Chefe Tribal). Três semanas depois, em 27 de janeiro, no Raw, Paul Heyman revelou que Roman Reigns seria o astro da capa do jogo. No dia seguinte, a 2K lançou um trailer mostrando a jogabilidade, outras capas do jogo e a data para pré-vendas.
Em 6 de fevereiro de 2025, a IGN lançou o primeiro trailer de jogabilidade.